# NGC 6327
NGC 6327 este o galaxie situată în constelația Hercule. A fost descoperită în 18 iulie 1876 de către Édouard Stephan⁠(d).